# Louis Joseph Vance
Pour les articles homonymes, voir Vance.
Œuvres principales
- série Le Loup solitaire (1914-1934)

Louis Joseph Vance (Washington, 19 septembre 1879 - New York, 16 décembre 1933) est un écrivain américain de roman policier.

## Biographie
Après des études à l'institut Polytechnique de Brooklyn, puis au Art Students League afin de devenir illustrateur, Vance publie un grand nombre de nouvelles dans des magazines.
Il fait paraître des romans d'aventures dès 1905, mais doit sa célébrité à sa série de huit romans policiers ayant pour héros Michael Lanyard, surnommé le Loup solitaire, un cambrioleur repenti, sorte de version morale d'Arsène Lupin. Cette série se décline en deux cycles. Les cinq premiers romans racontent l'enfance et la jeunesse de cet enfant d'origine anglaise, abandonné à sa naissance, puis adopté par des hôteliers parisiens, qui apprend l'argot, les arts martiaux et les techniques du parfait cambrioleur auprès de l'Irlandais Bourke, son maître. Mais après quelques vols astucieux, il tombe amoureux et épouse de Lucy Shannon, un agent de l'Intelligence Service. Il renonce alors aux actes illicites. Mais, peu après la déclaration de la Première Guerre mondiale, Lucy et leur enfant sont assassinés à l'instigation d'un espion allemand. Le Loup solitaire devient ainsi une sorte de justicier qui après avoir poursuivi et châtié le meurtrier de sa famille, s'attaque à tous les ennemis de l'ordre en Europe comme en Amérique. Le second cycle, qui compte trois titres publiés dans les années 1930, se déroulent à la même époque avec un Loup solitaire arrivé à sa maturité et devenu antiquaire. Il apprend dès le premier roman que son fils Maurice, contrairement à ce qu'il avait toujours cru, n'est pas mort et qu'il a suivi les traces de son père, endossant l'identité du Loup solitaire pour mener à bien une série de cambriolages. Le père n'a alors de cesse que de pousser son fils à s'amender pour épouser une riche héritière. 
Hollywood s'empare de ce héros qui apparaît dans une vingtaine de films entre 1917 (The Lone Wolf de Herbert Brenon) et 1949 (The Lone Wolf and His Lady (en) de John Hoffman). Michael Lanyard sera tour à tour incarné par Bert Lytell (à cinq reprises), Henry B. Walthall, Bertram Grassby, Jack Holt, Thomas Meighan, Melvyn Douglas, Francis Lederer, Warren William (à neuf reprises), Gerald Mohr et Ron Randell. La télévision américaine reprend ensuite le héros en 1954-1955 pour The Lone Wolf (série télé) (it), série de 39 épisodes avec Louis Hayward dans le rôle-titre.

## Œuvre

### Romans

#### SérieLe Loup solitaire
- The Lone Wolf (1914) Publié en français sous le titre Le Loup solitaire, Paris, Librairie des Champs-Élysées, coll. Le Masque no 13, 1928 ; réimpression, 1993 ; traduction revue par Jean-Daniel Brèque, Encino, Californie, Black Coat Press, Rivière Blanche, coll. Baskerville no 12, 2013  (ISBN 978-161227-170-5) ; Montélimar, Les Moutons électriques, coll. Hélios, 2015  (ISBN 978-2-36183-200-1)
- The False Faces (1918) Publié en français sous le titre Faux visages, Paris, Librairie des Champs-Élysées, coll. Le Masque no 36, 1929 ; traduction revue par Jean-Daniel Brèque, Encino, Californie, Black Coat Press, Rivière Blanche, coll. Baskerville no 15, 2013  (ISBN 978-161227-221-4)
- Alias The Lone Wolf (1921) Publié en français sous le titre Le Retour du Loup solitaire, Paris, Librairie des Champs-Élysées, coll. Le Masque no 111, 1932 ; sous le titre Noirs Diamants, traduction revue par Jean-Daniel Brèque, Encino, Californie, Black Coat Press, Rivière Blanche, coll. Baskerville no 21, 2014  (ISBN 978-1-61227-336-5)
- The Red Masquerade (1921) Publié en français sous le titre La Fille du Loup solitaire, Paris, Librairie des Champs-Élysées, coll. Le Masque no 74, 1931 ; sous le titre Masques Rouges, traduction revue par Jean-Daniel Brèque, Encino, Californie, Black Coat Press, Rivière Blanche, coll. Baskerville no 17, 2014  (ISBN 978-1-61227-256-6)
- The Lone Wolf Returns (1923) Publié en français sous le titre Nouvelle aventure du Loup solitaire, Paris, Librairie des Champs-Élysées, coll. Le Masque no 150, 1934 ; sous le titre Double dupe, traduction revue par Jean-Daniel Brèque, Encino, Californie, Black Coat Press, Rivière Blanche, coll. Baskerville no 27, 2015  (ISBN 978-1-61227-461-4)
- The Lone Wolf's Son (1931)
- Encore the Lone Wolf (1933)
- The Lone Wolf's Last Prowl (1934)

#### Autres romans policiers
- The Brass Bowl (1907)
- The Black Bag (1908)
- The Bronze Bell (1909)
- No Man's Land (1910)
- Cynthia-of-the-Minute (1911)
- The Bandbox (1912)
- The Destroying Angel (1912)
- Nobody (1915)
- Sheep's Clothing (1916)
- Bean Revel (1920)
- The Dark Mirror (1920)
- Baroque (1923)
- The Dark Power (1925)
- The Dead Ride Hard (1926)
- Lip Service (1928)
- The Woman in the Shadow (1930)
- The Trembling Flame (1931)
- Detective (1932)
- The Street of Strange Faces (1934)

#### Romans non-policiers
- The Private War (1906)
- The Fortune Hunter (1910)
- Marrying Money (1911)
- The Day of Days (1913)
- Joan Thursday (1913)
- The Trey O'Hearts (1914)
- Linda Lee Incorporated (1922)
- Mrs. Paramour (1924)
- The Road to End-Dor (1924)
- White Fire (1926)
- They Call It Love (1927)
- Speaking of Woman (1930)

### Nouvelles

#### Recueils de nouvelles de la sérieTerence O'Rourke
- Terence O'Rourke, Gentleman Adventurer (1905)
- The Pool of Flame (1909)

#### Nouvelles de la série duLoup solitaire
- Old Man Menace (1927) Publié en français sous le titre Jeu de dames, Paris, Fayard, Le Saint détective magazine no 129, novembre 1965
- The Lone Wolf's Breed (1932)
- The White Terror (1965), nouvelle posthume Publié en français sous le titre La Terreur blanche, Paris, Fayard, Le Saint détective magazine no 136 et no 137, juin et juillet 1966

#### Nouvelles de la série duFaraday Bobbs
- The Chance He Threw Away (1906)
- An Emperor Unawared (1906)
- The Portrait of a Princess (1906)
- The Black Pope (1906)
- The Indisposition of the Minister (1906)
- The Spree (1906)

#### Nouvelles de la sérieCaptaine Peter, en collaboration avec Frank E. Verney
- The Mad Digs and the Minnow (1925)
- Base Methods (1925)

#### Autres nouvelles
- Milady of the Mercenaries (1903)
- The Coil of Circumstances (1903)
- The Purple Phantom (1903)
- The Squeeze in "Transit" (1904)
- The Mocasin Lode (1904)
- The Cap-Box (1904)
- The Spider (1904)
- The Mainspring (1905)
- The Test (1905)
- The Private War (1905)
- The Spacegoat (1905)
- The Craft o' Kings (1905)
- The Blood Yoke (1906)
- "Dan" Quixote (1906)
- Chase of the Gladstone Bag (1907)
- Plunder Island (1907)
- The Gateway of Swords (1907)
- Villambrosa Terrace (1907)
- At the Eleventh Hour (1907)
- Shadow Reef (1908)
- Alan Colcraft, Squire of Dames (1909)
- Tarleton'S Coup (1909)
- The Pit of Burning (1909)
- The Furnace (1910)
- The Fortune-Hunter (1911)
- The Crimson Rambler (1911)
- The Bandbox (1911)
- The Day of Days (1912)
- Joan Thursday (1912)
- Beau Revel (1919)
- Double Doom (1922)
- The Mad Dogs and the Minnow (1925)
- White Fire (1925)
- Queer Street (1926)
- They Call it Love (1926)
- The Flash (1929) Publié en français sous le titre Message secret, Paris, Fayard, Le Saint détective magazine no 141, novembre 1966
- Speaking of Women (1930)
- Disappearance (1933)
- The Last Prowl (1934), nouvelle posthume
- False Cards (1934), nouvelle posthume
- The Gulp Stream (1966), nouvelle posthume